# Équipe du pays de Galles de rugby à XV à la Coupe du monde 2019
L'équipe du pays de Galles de rugby à XV participe à la Coupe du monde en 2019, pour la neuvième fois en autant d'éditions.

## Préparation de l'évènement

### Statut du pays de Galles
Récent vainqueur du Tournoi des Six Nations avec un Grand Chelem, l'équipe du pays de Galles fait figure de favorite pour le titre. Bien que la Nouvelle-Zélande, l'Afrique du Sud et l'Angleterre semblent avoir une longueur d'avance d'après la presse et les bookmakers,,,, les Gallois sortent notamment d'une série de 14 victoires d'affilée culminant par la victoire en Six Nations.
Bien que cette série soit interrompue par la défaite contre l'Angleterre lors du premier match de préparation, le pays de Galles, à la faveur d'une victoire contre ces derniers le 17 août — et d'une défaite de la Nouvelle-Zélande en Australie — devient seulement la 4e nation à intégrer la première place du classement Word Rugby.
Ce statut ne reste pas longtemps chez les Gallois, étant ravi par les All Blacks puis l'Irlande avant même le début de la Coupe du monde, le XV du poireau restant sur deux défaites contre l'Irlande.

### Matchs de préparation
| No | Date             | Lieu                                        | Match                       | Score   | Compétition |
| -- | ---------------- | ------------------------------------------- | --------------------------- | ------- | ----------- |
| 1  | 11 août 2019     | Stade de Twickenham, Londres Angleterre     | Angleterre – Pays de Galles | 33 – 19 | Test match  |
| 2  | 17 août 2019     | Millennium Stadium, Cardiff Pays de Galles  | Pays de Galles – Angleterre | 13 – 6  | Test match  |
| 3  | 31 août 2019     | Millennium Stadium, Cardiff, Pays de Galles | Pays de Galles – Irlande    | 17 – 22 | Test match  |
| 4  | 7 septembre 2019 | Aviva Stadium, Dublin, Irlande              | Irlande – Pays de Galles    | 19 – 10 | Test match  |

## Joueurs sélectionnés

### Liste définitive
Les joueurs ci-dessous ont été appelés par Warren Gatland en vue de la Coupe du monde de rugby à XV 2019.
Le 22 octobre 2019, Lane est appelé en coupe du monde par Warren Gatland pour remplacer Josh Navidi, blessé.

#### Les avants
| Nom              | Poste           | Naissance         | Sélections (points marqués) | Club          | Année 1re sélection |
| ---------------- | --------------- | ----------------- | --------------------------- | ------------- | ------------------- |
| Elliot Dee       | Talonneur       | 7 mars 1994       | 23 (0)                      | Dragons       | 2017                |
| Ryan Elias       | Talonneur       | 7 janvier 1995    | 8 (5)                       | Scarlets      | 2017                |
| Ken Owens        | Talonneur       | 3 janvier 1987    | 68 (15)                     | Scarlets      | 2011                |
| Rhys Carré       | Pilier          | 8 février 1998    | 1 (0)                       | Saracens      | 2019                |
| Tomas Francis    | Pilier          | 27 avril 1992     | 44 (5)                      | Exeter Chiefs | 2015                |
| Wyn Jones        | Pilier          | 26 février 1992   | 16 (5)                      | Scarlets      | 2017                |
| Dillon Lewis     | Pilier          | 4 janvier 1996    | 16 (0)                      | Cardiff Blues | 2017                |
| Nicky Smith      | Pilier          | 7 avril 1994      | 32 (0)                      | Ospreys       | 2014                |
| Jake Ball        | 2e ligne        | 21 juin 1991      | 37 (0)                      | Scarlets      | 2014                |
| Adam Beard       | 2e ligne        | 7 janvier 1996    | 16 (0)                      | Ospreys       | 2017                |
| Bradley Davies   | 2e ligne        | 9 janvier 1987    | 65 (0)                      | Ospreys       | 2009                |
| Alun Wyn Jones   | 2e ligne        | 19 septembre 1985 | 129 (45)                    | Ospreys       | 2006                |
| James Davies     | 3e ligne aile   | 25 octobre 1990   | 5 (5)                       | Scarlets      | 2017                |
| Josh Navidi      | 3e ligne aile   | 30 décembre 1990  | 20 (0)                      | Cardiff Blues | 2013                |
| Aaron Shingler   | 3e ligne aile   | 7 août 1987       | 21 (5)                      | Scarlets      | 2012                |
| Justin Tipuric   | 3e ligne aile   | 6 août 1989       | 67 (30)                     | Ospreys       | 2011                |
| Aaron Wainwright | 3e ligne aile   | 25 septembre 1997 | 13 (0)                      | Dragons       | 2018                |
| Ross Moriarty    | 3e ligne centre | 18 avril 1994     | 35 (10)                     | Dragons       | 2015                |

#### Les arrières
| Nom             | Poste            | Naissance         | Sélections (points marqués) | Club               | Année 1re sélection |
| --------------- | ---------------- | ----------------- | --------------------------- | ------------------ | ------------------- |
| Aled Davies     | Demi de mêlée    | 19 juillet 1992   | 19 (5)                      | Ospreys            | 2017                |
| Gareth Davies   | Demi de mêlée    | 18 août 1990      | 45 (60)                     | Scarlets           | 2014                |
| Tomos Williams  | Demi de mêlée    | 1er janvier 1995  | 10 (20)                     | Cardiff Blues      | 2018                |
| Dan Biggar      | Demi d’ouverture | 16 octobre 1989   | 74 (362)                    | Northampton Saints | 2008                |
| Rhys Patchell   | Demi d'ouverture | 17 mai 1993       | 14 (58)                     | Scarlets           | 2013                |
| Jonathan Davies | 3/4 centre       | 5 avril 1988      | 77 (80)                     | Scarlets           | 2009                |
| Hadleigh Parkes | 3/4 centre       | 5 octobre 1987    | 19 (25)                     | Scarlets           | 2017                |
| Owen Watkin     | 3/4 centre       | 12 octobre 1996   | 16 (5)                      | Ospreys            | 2017                |
| Josh Adams      | 3/4 aile         | 12 avril 1995     | 15 (25)                     | Worcester Warriors | 2018                |
| Hallam Amos     | 3/4 aile         | 24 septembre 1994 | 20 (25)                     | Dragons            | 2013                |
| Owen Lane       | 3/4 aile         | 20 décembre 1997  | 1 (5)                       | Cardiff Blues      | 2019                |
| George North    | 3/4 aile         | 13 avril 1992     | 87 (195)                    | Ospreys            | 2011                |
| Leigh Halfpenny | Arrière          | 22 décembre 1988  | 83 (723)                    | Scarlets           | 2008                |
| Liam Williams   | Arrière          | 9 avril 1991      | 59 (65)                     | Saracens           | 2012                |